# Janko Janković
Janko Janković (Split, Dalmacia, RFS Yugoslavia (actual Croacia), 14 de enero de 1963) es un exfutbolista croata que jugó de delantero. Actualmente es el segundo entrenador del Girona FC.

## Trayectoria
Fue subcampeón de la Copa del Rey de 1989 que el Real Valladolid perdió contra el Real Madrid en la final por 1-0.
Tuvo que poner punto final a su carrera como futbolistas tras las constantes molestias de espalda, de las que una hernia discal le obligó a pasar por el quirófano. Tras "colgar las botas" fijó su residencia en Oviedo, donde regenta negocios. En la actualidad es ojeador en la zona de Oviedo del RCD Español. Desde hace unos años se le viene asociando numerosas veces como incorporación al cuerpo técnico del Real Oviedo , situación que no se ha producido.

## Selección nacional
Ha sido internacional con la Selección de fútbol de Croacia en cinco ocasiones.

## Clubes

### Como jugador
| Club               | País    | Año       |
| ------------------ | ------- | --------- |
| NK Solin Građa     | Croacia | 1982-1983 |
| HNK Hajduk Split   | Croacia | 1983-1984 |
| RNK Split          | Croacia | 1984-1985 |
| HNK Rijeka         | Croacia | 1985-1988 |
| Real Valladolid CF | España  | 1988-1990 |
| Real Oviedo        | España  | 1990-1995 |
| Hércules CF        | España  | 1995-1997 |

### Como entrenador
| Club                        | País   | Año       |
| --------------------------- | ------ | --------- |
| SD Colloto                  | España | 1997-1998 |
| AD Universidad Oviedo B     | España | 1998-2002 |
| Ayudante SCR Peña Deportiva | España | 2009      |
| Ayudante Girona FC          | España | 2009-act. |

## Palmarés

### Campeonatos nacionales

#### Como jugador
| Título           | Club        | País   | Año     |
| ---------------- | ----------- | ------ | ------- |
| Segunda División | Hércules CF | España | 1995/96 |